# Slaves on Dope
Slaves on Dope ist eine kanadische Groove-, Alternative- und Nu-Metal-Band aus Montreal, die 1993 gegründet wurde, sich 2004 auflöste und seit 2009 wieder aktiv ist.

## Geschichte
Die Band wurde im Jahr 1993 gegründet, wobei der Bandname ironisch gemeint ist, da alle Mitglieder drogenfrei leben. Die Besetzung bestand anfangs aus dem Sänger Jason Rockman, den Gitarristen Avrum Nadigel und Kevin Jardine, dem Bassisten Patrick Francis und dem Schlagzeuger Lenny Vartanian. Nach einem ersten 1993er Demo unter dem Namen Feet, folgte im selben Jahr die EP Sober. 1997 erschien über Just a Minute Records das Debütalbum One Good Turn Deserves Another, dem zwei Jahre später die EP Klepto bei demselben Label folgte. Nach zehn Tourneen durch Kanada, verlegten die Mitglieder im Jahr 1999 den Sitz der Band nach Los Angeles. Die Band bestand mittlerweile neben Rockman und Jardine aus dem Bassisten Frank Salvaggio und dem Schlagzeuger Rob Urbani. Es folgten Auftritte mit Papa Roach, System of a Down und Motörhead. Durch Sharon Osbourne erreichte die Band einen Platz im Jahr 2000 auf dem Ozzfest sowie den Kontakt zum Produzenten Thom Panunzio. Zudem nahm Osbourne die Band bei ihrem Label Divine Recordings unter Vertrag. Im Jahr 2000 war die Band auf dem Soundtrack zu Blair Witch 2 zu hören. Im Oktober 2000 folgte das Album Inches from the Mainline. Außerdem steuerte die Band eine Coverversion des Black-Sabbath-Songs War Pigs zum Tribute-Album Nativity in Black II und Poisons Look What the Cat Dragged In zu Show Me Your Hits bei. 2001 folgte die Snocore Tour, an der neben Slaves on Dope unter anderem auch Kittie und Fear Factory teilnahmen. Im April 2001 ging es auf Tour durch die USA zusammen mit Factory 81, Drowning Pool und No One. Die Band war zudem eine der ersten, die auf die Terroranschläge am 11. September 2001 reagierte, indem sie am Folgetag den Hinterbliebenen und Opfern auf ihrer Website kondolierte. Im November begannen mit dem Co-Produzenten Jason Slater die Aufnahmen zum neuen Album. Im Februar 2002 wurden Auftritte, unter anderem mit Hatebreed abgehalten. Im August steuerte die Gruppe War Pigs zum Sampler Mad Mike Jones Presents: Mototrax 1 bei Sanctuary Records hinzu. 2003 erschien bei Bieler Bros. Records das Album Metafour. Nachdem der Sänger Rockman die Band Anfang 2004 verlassen, gab die Band ihre Inaktivität auf unbestimmte Zeit bekannt. Die Mitglieder widmeten sich daraufhin anderen Projekten. Im Jahr 2009 gaben Rockman und der Gitarrist Kevin Jardine die Neugründung von Slaves on Dope bekannt. Sie war daraufhin live aktiv, so war die Gruppe 2011, 2013 und 2015 auf dem Heavy Montréal zu sehen. 2012 erschien über Rock Science Records das Album Over the Influence, dem sich 2016 Horse in Eigenveröffentlichung anschloss.

## Stil
Laut Christian Graf in seinem Nu Metal und Crossover Lexikon spielte die Band anfangs noch Post-Grunge, ehe sie sich dem Groove Metal zugewandt habe. Joel McIver bestätigte in seinem Buch The Next Generation of Rock & Punk Nu Metal, dass es sich anfangs um eine Post-Grunge-Band handelte. Andreas Herz vom Rock Hard attestierte Inches from the Mainline neben „harte[n] Crossover-Metal mit heiser gebellten Hard- bzw. Hatecore-Vocals der Sorte Refused oder Snapcase“ auch „langsamere Groove-Parts und fiese Melodien“. Zwischendurch werde auch Klargesang eingesetzt, wodurch nicht die Aggressivität verloren gehe, sondern die Intensität zunehmen würde. Insgesamt würden mehrfache klangliche Parallelen zu Rage Against the Machine, Marilyn Manson und alten Clawfinger auf, jedoch sei bei Slaves on Dope der Heavy-Metal-Anteil höher., Martin Popoff ordnete das Album in seinem Buch The Collector’s Guide of Heavy Metal Volume 4: The ’00s dem Alternative- und Nu-Metal zu und hörte Gemeinsamkeiten zu Korn, Disturbed, Nonpoint und Papa Roach heraus. Aufgrund des Gesangs, aber auch der exotischen und modernen Rhythmen, sei die Musik auch mit der von Sepultura vergleichbar. Die Musik und Texte hätten einen aggressiven Charakter. David Perri stellte in demselben Buch bei seiner Rezension von Metafour fest, dass sich hierauf Slaves on Dope, wie viele andere Nu-Metal-Bands zu der damaligen Zeit, in einer Identität befand. Die Gruppe versuche sich an radiofreundlichem Rock im Stil von Godsmack. Die Texte würden dein Eindruck erwecken, als hätte jemand grade eine Trennung hinter sich.

## Diskografie
- 1993: Feet (Demo, Eigenveröffentlichung)
- 1993: Sober (EP, Uplift Records)
- 1997: One Good Turn Deserves Another (Album, Just a Minute Records)
- 1998: Light on Your Feet (Single, Just a Minute Records)
- 1999: Klepto (EP, Just a Minute Records)
- 2000: Inches from the Mainline (Album, Divine Recordings)
- 2003: Metafour (Album, Bieler Bros. Records)
- 2010: Slaves on Dope (EP, Eigenveröffentlichung)
- 2011: Careless Coma (EP, Thom Hazaert Company)
- 2012: Over the Influence (Album, Rocket Science Records)
- 2016: Horse (Album, Eigenveröffentlichung)